# HMS Dornoch (J173)
Le HMS Dornoch (pennant number J173)  est un dragueur de mines de la classe Bangor lancé pour la Royal Navy (RN) et qui a servi pendant la Seconde Guerre mondiale.

## Conception
Le Dornoch est commandé dans le cadre du programme de la classe Bangor de 1939-40 le 20 décembre 1939 pour le chantier naval de Ailsa Shipbuilding Company à Troon en Écosse. La pose de la quille est effectuée le 13 janvier 1941, le Dornoch est lancé le 4 février 1942 et mis en service le 22 juillet 1942.
La classe Bangor doit initialement être un modèle réduit de dragueur de mines de la classe Halcyon au service de la Royal Navy,. La propulsion de ces navires est assurée par 3 types de motorisation: moteur diesel, moteur à vapeur à pistons double ou triple expansions et turbine à vapeur. Cependant, en raison de la difficulté à se procurer des moteurs diesel, la version diesel a été réalisée en petit nombre.
Les dragueurs de mines de classe Bangor version Royal Navy à turbines déplacent 667 tonnes en charge normale. Afin de pouvoir loger les chaufferies, ce navire possède des dimensions plus grandes que les premières versions à moteur diesel avec une longueur totale de 53 mètres LHT, une largeur de 8,69 mètres et un tirant d'eau de 3,12 mètres. Ce navire est propulsé par 2 turbines à vapeur alimentées par 2 chaudières à tubes d'eau à 3 tambours Admiralty et entraînant deux arbres d'hélices. Les moteurs développent une puissance de 2 000 chevaux-vapeur (1 500 kW) et atteignent une vitesse maximale de 16 nœuds (30 km/h). Le dragueur de mines peut transporter un maximum de 163 tonnes de fioul qui lui donne un rayon d'action de 2 800 milles nautiques (5 200 kilomètres) à 10 nœuds (19 km/h).
Leur manque de taille donne aux navires de cette classe de faibles capacités de manœuvre en mer, qui seraient même pires que celles des corvettes de la classe Flower. Les versions à moteur diesel sont considérées comme ayant de moins bonnes caractéristiques de maniabilité que les variantes à moteur alternatif à faible vitesse. Leur faible tirant d'eau les rend instables et leurs coques courtes ont tendance à enfourner la proue lorsqu'ils sont utilisés en mer de face.
Les navires de la classe Bangor sont également considérés comme exigus pour les membres d'équipage, entassant plus de 60 officiers et matelots dans un navire initialement prévu pour un total de 40 hommes.
Les Bangors équipés de turbine à vapeur sont armés d'un canon anti-aérien de 12 livres 3-inch QF (76,2 mm) et d'un canon AA QF de 2 livres (40 mm). Sur certains navires, le canon de 2 livres est remplacé par un canon AA Oerlikon de 20 mm simple ou double, tandis que la plupart des navires sont équipés de quatre affûts Oerlikon simples supplémentaires au cours de la guerre. Pour les missions d'escortes, leur équipement de dragage de mines peuvent être échangé contre une quarantaine de grenades sous-marines.

## Histoire

### Seconde Guerre mondiale
Le 28 novembre 1942, le Dornoch participe à des exercices de lutte anti-sous-marine conduit par le sous-marin de classe H HMS H 34 (N34), avec son sister ship HMS Ilfracombe (J95) et 2 autres navires.
Le 13 janvier 1943, le Dornoch participe à des exercices de lutte anti-sous-marine conduit par le sous-marin HMS H 34, avec son sister ship HMS Wedgeport (J139) et le destroyer HMS Sardonyx (H26). Le lendemain, ils sont rejoints pour ces exercices par la corvette HMS Starwort (K20).
Le 30 avril 1943, le Dornoch escorte le sous-marin de classe U HMS Ultimatum (P34) qui quitte Holy Loch pour Scapa Flow pour le  passage vers le Nord à travers The Minch effectué avec le sous marin anglais de classe T HMS Truculent, le sous marin norvégien de classe U HNoMS Ula (P66) et le sous marin hollandais de classe O 9 HNMS O 10 (P10).
Le Dornoch ne figure pas comme unité active dans la liste de la marine d'octobre 1945. il est vendu pour démantèlement le 1er janvier 1948 à Thornaby-on-Tees.

### Participation auxconvois
Le Dornoch a navigué avec les convois suivants au cours de sa carrière:
1. Convoi CW 191
2. Convoi KX 3
3. Convoi MKF 20
4. Convoi KMS 12G
5. Convoi MKS 10
6. Convoi MKS 20
7. Convoi OS 46/KMS 13

### Commandement
- Lieutenant (Lt.) Henry Elphinstone Jackson (RN) du 30 juin 1942 au 23 novembre 1943
- Lieutenant (Lt.) Percival Harry Rawle (RN) du 23 novembre 1943 au 29 mars 1945
- T/Lieutenant (T/Lt.) Ernest George Braithwaite (RNVR) du 19 mars 1945 à mi-1945

Notes:
RN: Royal Navy
RNVR: Royal Naval Volunteer Reserve